# La prueba (novela)
La prueba es una novela corta del escritor argentino César Aira publicada en 1992 por Grupo Editor Latinoamericano. Aparece en un momento de grandes cambios a nivel político y económico en Argentina.

## Argumento
La historia de la novela es sencilla: una joven llamada Marcia, un día de camino hacia su casa es interceptada por dos chicas punk, Mao y Lenin, diciéndole: “— ¿Querés coger?”. Si bien, al inicio Marcia se rehúsa y duda, finalmente acepta por curiosidad. Las tres se dirigen hacia un restaurante y establecen una charla. El tema de esta conversación se centra en el interés de Marcia por conocer detalles acerca de estas dos chicas punk y entender a dos seres tan diferentes a ella. La historia da un giro imprevisto, cuando las tres chicas deciden llevar a cabo una prueba de amor y entran a un supermercado. Mao y Lenin bloquean las entradas del lugar y empiezan a aterrorizar a los clientes que allí se encontraban,  quemando a algunos, matando a otros: todo en nombre de la prueba de amor.

## Contexto Histórico
El 9 de julio de 1989 en Argentina se convierte en presidente Carlos Saúl Menem. Se trataba de la primera sucesión constitucional desde 1928, y de la primera vez, desde 1916, que un presidente dejaba el poder al candidato opositor, todo hablaba de la consolidación del régimen democrático y republicano restablecido en 1983. Pero su trascendencia quedó oscurecida por una gran crisis económica. La hiperinflación, desatada en el mes de abril de 1989 llegó en el mes de julio al 200%, y en diciembre todavía se mantenía en un 40%. Con un estado en bancarrota, moneda licuada, sueldos inexistentes y violencia social, quedó expuesta la incapacidad que en ese momento tenía el estado para gobernar y asegurar el orden.
No fue sólo el veredicto de las urnas sino una compleja trama de negociaciones las que rodearían el retorno del justicialismo al gobierno, a trece años del golpe que había puesto fin a su anterior gestión (1973-1976). El 14 de mayo, la fórmula justicialista compuesta por Carlos Menem y Eduardo Duhalde se había impuesto al binomio radical que encabezaba Eduardo César Angeloz y al que acompañaba Juan Manuel Casella. Las cifras fueron contundentes: 7.862.475 (47,30 por ciento) contra 5.391.944 (32,40). En tercer lugar se ubicó la Alianza de Centro, que postulaba al ucedeísta Álvaro Alsogaray y al demoprogresista Alberto Natale. No hubo necesidad de negociaciones en el Colegio Electoral que, por tratarse hasta entonces de elecciones indirectas, era el encargado de elegir al futuro presidente. Las elecciones tuvieron un marco que reflejarían estos planos: una profunda crisis económica que terminó con el ministro Juan Vital Sorrouille, reemplazado por Juan Carlos Pugliese, poco después sucedido en el cargo por Jesús Rodríguez y, al final de mayo, hiperinflación y asalto a supermercados en el conurbano, Rosario y otras ciudades. El resultado electoral y estos hechos tornaban muy lejana la fecha del 10 de diciembre para la transferencia del poder. Finalmente, se negoció una entrega anticipada,  lo cual se concretó el 8 de julio. Ese día, Menem juró y brindó su primer mensaje ante la Asamblea Legislativa, seguido con mucha atención desde la Casa de Gobierno, hacia donde luego se dirigió para recibir la banda y el bastón de mando de parte de Alfonsín.

### Hiperinflación
El proceso por el cual la inflación se transformaría en hiperinflación comenzó cuando el 6 de febrero de 1989, el ministro de Economía, Juan Vital Sorrouille, anuncia una reforma cambiaria. Con una inflación que en enero alcanzó al 8,9 % y una situación social tensa, caldeada aún más por los cortes energéticos realizados en pleno verano, el Plan Primavera había colapsado. El anuncio de devaluación que realiza Sorrouille dispara el precio del dólar. Nuevamente la especulación domina el mercado cambiario. La zona de la City porteña se puebla de vendedores ambulantes llamados “arbolitos” que venden moneda estadounidense regateando los precios. Eduardo Angeloz, gobernador de Córdoba, del partido radical que está en el Gobierno, exige la renuncia de Sorrouille. El 31 de marzo, asume Juan Carlos Pugliese en reemplazo del gestor del Plan Austral. En abril, la inflación trepa al 33 % y se agita el fantasma del estallido social. A mediados de mayo, la inflación, que alcanza el 78,4 % mensual, se convierte en hiperinflación. Pugliese es reemplazado por Jesús Rodríguez. En tanto, ya no hay precios, salvo en dólares, se corta la cadena económica y hay desabastecimiento. La desvalorización es tan rápida que la gente se defiende cambiando su dinero por alimentos apenas cobra su salario. Tras el triunfo electoral en los comicios presidenciales del 14 de mayo, a fines de ese mes se producen saqueos a supermercados que son fuertemente reprimidos. Alfonsín debe dejar el mando seis meses antes de lo previsto. El 8 de julio, asume Carlos Saúl Menem. En la cartera económica es nombrado Miguel Ángel Roig, directivo de la empresa Bunge y Born. El nuevo ministro fallece a los pocos días de asumir y lo reemplaza Nestor Rapanelli del mismo grupo empresarial. El flamante titular de la cartera económica aumenta un 500 % el precio de la nafta y un 350 % las tarifas de los servicios públicos. También se decreta un aumento salarial del 130 %, tras lo cual se dispone un congelamiento de precios por 90 días. En diciembre recrudece la hiperinflación. El dólar pasa de 650 a 1.800 australes. Rapanelli debe abandonar su cargo y el nuevo ministro es Erman González, hombre de confianza del presidente Menem.

#### Plan de medidas económicas para combatir la hiperinflación
Lo nuevo no era la crisis, sino la violencia. Para enfrentarla existía una mágica receta; facilitar la apertura de las economías nacionales, para posibilitar su adecuada inserción en el mercado globalizado y desmontar los mecanismos del Estado interventor y benefactor, tachado de costoso e ineficiente. En el caso de la Argentina, y de América Latina en general, esas ideas se habían decantado en el llamado Consenso de Washington, las agencias del gobierno norteamericano y las grandes instituciones internacionales de crédito, como el FMI y el Banco Mundial , transformaron estas fórmulas en recomendaciones o exigencias, cada vez que venían en ayuda de los gobiernos para solucionar los problemas coyunturales del endeudamiento.  Economistas, asesores financieros y periodistas se dedicaron con frecuencia a difundir el nuevo credo, y gradualmente lograron instalar estos principios simples en el sentido común. Su éxito coincidió con la convicción generalizada de que la democracia por sí sola no bastaba para solucionar los problemas económicos.
Según él diagnóstico dominante, la economía argentina era poco eficiente debido a la alta protección que recibía el mercado local, y al subsidio que, bajo formas variadas, el Estado otorgaba a distintos sectores económicos;  todos los que en la larga puja distributiva habían logrado asegurar su cuota de asistencia. A la ineficiencia productiva, que dificultaba la inserción en la economía mundial globalizada, se suma el déficit crónico de un Estado excesivamente pródigo, que para saldar sus cuentas recurría de manera habitual a la emisión monetaria, con su consiguiente secuela de inflación. Se cuestionaba todo un modo de funcionamiento, iniciado en 1930 y consolidado con el peronismo. Algunos discutían si la crisis era intrínseca a ese modelo, o si se debía al prodigioso endeudamiento externo generado durante el Proceso, que coloco al Estado a merced de los acreedores y banqueros. Pero la conclusión era la misma: la inflación y el endeudamiento, que sirvieron durante mucho tiempo para postergar la solución de problemas y consecuentemente su agravamiento, finalmente había desembocado en el colapso de 1989.
La receta que difundía el FMI, el Banco Mundial y los economistas de prestigio era simple.  Consistía en reducir el gasto del Estado al nivel de sus ingresos genuinos, retirar su participación y su tutela de la economía y abrirla a la competencia internacional: ajuste y reforma.  En lo sustancial, ya había sido propuesta por Martínez De Hoz en 1976, aunque su ejecución estuvo lejos de estos supuestos.  Pero era difícil de aceptar.  La resistían todos los que aun vivían al calor de la protección estatal, incluyendo a los grandes grupos económicos, partidarios genéricos de estas medidas, pero reacios a aceptarlas en aquello que les afectara específicamente. También la enfrentaron quienes – no sin razones- asociaban las reformas propuestas con la pasada dictadura militar.  Bajo el gobierno de Alfonsín, en su último tramo, se admitió la necesidad de encarar ese programa: hubo una cierta apertura comercial, y un proyecto de privatizar algunas empresas estatales, que chocó en el Congreso con la oposición del revitalizado peronismo y la reluctancia de muchos radicales. La crisis de 1989 allanó el camino a los partidarios de la receta reformista según un consenso generalizado, había que optar entre algún tipo de transformación profunda o la simple disolución del Estado y la sociedad.
El nuevo presidente fue uno de los conversos. Menem encauzó la crisis como una oportunidad de cambio: la conmoción social era tan fuerte, había tanta necesidad de orden público y estabilidad, que la medicina hasta entonces rechazada resultaría tolerable hasta apetecible. Por otra parte, esa medicina era de agrado de las instituciones internacionales de crédito y del selecto grupo de gurues que las asesoraba, es decir, de las fuerzas capaces de agitar o calmar las aguas de la crisis.
Para emprender el camino hacia el ejercicio efectivo del poder, Menem debía ganarse su apoyo.  Un punto tenía a su favor: su incuestionable voluntad política. En la campaña electoral prometió el ´´SALARIAZO´´ y la ´´REVOLUCIÓN PRODUCTIVA´´, según el más tradicional estilo peronista, ese que por entonces procuraba modificar los ´´RENOVADORES´´.  En suma, con el parecía retornar el viejo peronismo.
Aunque pronto sacrificó buena parte del bagaje ideológico y discursivo del peronismo, Menen fue fiel a lo más esencial de este: el pragmatismo.  En un giro copernicano, se declaró partidario de la economía popular de mercado, abjuró del estatismo, alabó la apertura, proclamó la necesidad y bondad de las privatizaciones y se burló de quienes se habían quedado en el 45. Urgido por ganar esa confianza y extender su escaso margen de maniobra, Menem apelo a gestos casi desmedidos, se abrazó con el almirante Rojas, se rodeó de los Alsogaray – padre e hija- y confío el Ministerio de Economía sucesivamente a dos gerentes del más tradicional de los grupos económicos- Bunge y Born-, que según se decía traía un plan económico mágico y salvador.
Así pues, sus políticas estaban conectadas con la ideología neoliberal. La apertura económica trajo consigo pobreza y hambruna. Entonces la década de los noventa en la Argentina se prefigura en una imagen: pobladores de los barrios más pobres del sector urbano bonaerense invaden supermercados, roban las mercaderías y provocan numerosos daños. Las severas políticas de signo neoliberal, que caracterizaron a la época menemista, provocaron al mismo tiempo un aumento de los niveles de exclusión social y una expansión del consumo hasta entonces nunca conocida. La apertura cambiaria impulsó la desindustrialización y el desempleo, pero también la generalización de la compra a crédito, la invasión de marcas y productos extranjeros exhibidos en los imponentes centros comerciales de la ciudad. En Escenas de la vida postmoderna, Beatriz Sarlo describe muy bien cómo la juventud fue el sujeto privilegiado de estos cambios: «El mercado toma el relevo y corteja a la juventud ( ) le ofrece un verdadero folletín hiperrealista que pone en escena la danza de las mercancías frente a los que pueden pagárselas y también frente a esos otros consumidores imaginarios que no pueden comprarlas » (43). Como otro subproducto del mercado capitalista, los medios de comunicación masiva hegemonizaron la organización de la dimensión simbólica del mundo social. En el marco de un empobrecimiento creciente de grandes masas de la población, la sociedad de consumo produjo estilos de vida asociados a lo juvenil. La juventud se convirtió en el consumidor privilegiado y los mitos de la “belleza y felicidad” asociados a lo juvenil configuraron la estética predilecta del mercado. La ideología del consumismo, cuyo paisaje describe Sarlo, la mediatización de la vida cotidiana y la cultura publicitaria de la “belleza y felicidad” juvenil son el punto de partida de La prueba de César Aira.

## Personajes
La prueba posee un sistema de personajes reducidos, pues es una novela corta en la que aparecen tan solo tres personajes:
1. Marcia: es una joven común y corriente que va al colegio.  Es una joven inocente quien se siente atraída por la extrañeza de los jóvenes que habitan las calles. 
2. Mao: es una adolescente punk, agresiva y directa, quien pretende conseguir todo lo que desea sin importar las consecuencias.
3. Lenin: es una joven punk compañera de Mao, es callada, meditabunda, pero es el cerebro detrás de los planes subversivos para demostrar el amor. 

## Técnica narrativa
La prueba presenta una narración ágil y directa, conjuga distintos elementos que la ponen en diálogo con las técnicas narrativas del cine, principalmente al intentar diferentes planos para dar una visión más completa de lo que sucede.
Además hay una cercanía con las propuestas de las vanguardias de principio del siglo XX, fundamentalmente con el surrealismo y el dadaísmo, al construir escenas caóticas que solo serían posibles en un sueño, pues están cargadas de imágenes que rompen la lógica. 

## Temas
En La prueba se identifican tres temas claramente:
1. El consumismo: como resultado de las políticas neoliberales hay una fuerte tensión entre el ser humano cosificado, alienado, frente a la posibilidad de escapar de ese mundo de consumo característico de la globalización. 
2. Las tribus urbanas: como consecuencia de un desajuste social los jóvenes son arrojados a las calles, allí se reúnen y empiezan a conformas pequeños grupos denominados tribus en las que encuentran cercanías en gustos e ideas. En la novela principalmente se muestran los punks. 
3. El amor: caracterizado en la interrelación de las tres jóvenes protagonistas: Marcia, Mao y Lenin quienes buscan a través de su sentimiento escapar de la coerción del mundo materialista que las rodea. 

## Sobre la obra
La prueba no tiene un amplio aparataje crítico. Sin embargo hay artículos tales como Cuando el mundo se vuelve mundo: La prueba de Cesar Aira y caminos del acto de Cesar Barros, El cuerpo del delito de Josefina Ludmer o Literalidad, Catástrofe, Imagen de Sandra Contreras, que en su mayor parte estudian el amor en relación con lo lesbiano, pues en la literatura argentina irrumpen «de manera más o menos ambigua, un orden establecido de cuerpos y de discursos (literarios, nacionales y culturales). Son novelas y cuentos que, oponiéndose a la regulación de la(s) identidad(es), propusieron construcciones sexo-genérica inestables, que repudiaban los imperativos de una heterosexualidad obligatoria y se regodeaban en los cruces entre géneros, clases, edades y orientaciones sexuales. En tanto configuraciones posibles de la experiencia, estas narrativas presentaron, indudablemente, “nuevas” formas de la subjetividad así como nuevas expresiones políticas (o de lo político) » es decir, estos estudios se centran en mirar la relación de las tres protagonistas en su condición de mujeres. Esto les resulta llamativo y extraño porque va en contra de lo canónico y lo tradicional del amor entre un hombre y una mujer.
Por otro parte, en la tesis doctoral de Sandra Contreras titulada Las vueltas de Cesar Aira, hay un corto apartado que analiza la novela, en la que se evidencian dos elementos importantes: en primer lugar, cómo en la novela La prueba se pone en el escenario la importancia de esos “mundos” juveniles, de esos jóvenes que habitan las calles, «El “mundo juvenil” de La prueba: salvaje también a su manera –porque se trata de la brutalidad del mundo punk- el mundo de los jóvenes de Flores es un mundo tridimensional que “hace sentir su envoltura, el volumen que crea”, un mundo “al que se entra” y que crea “una realidad dentro de la realidad” (…) un mundo (…) que conlleva la abolición total de los prejuicios, de todo lo reconocible, porque es un mundo cuya máxima revelación ocurre, dentro y fuera de los límites del supermercado, en la creación de un universo por completo nuevo» (Contreras. 99), y donde se muestran los resultados económicos de las políticas neoliberales. En segundo lugar,  Contreras analiza los elementos técnicos que hay en La prueba, para justificar su lectura de Aira como un vanguardista, cercano principalmente al dadaísmo de Marcel Duchamp.

### Entrevistas a César Aira
- http://www.eltiempo.com/entretenimiento/musica-y-libros/entrevista-con-el-escritor-argentino-cesar-aira/16583432
- http://www.abc.es/cultura/cultural/20150727/abci-cesar-aira-entrevista-201507221258.html
- http://elpais.com/diario/2010/11/13/babelia/1289610735_850215.html
- http://www.elboomeran.com/video/310/entrevista-a-cesar-aira/ Archivado el 11 de septiembre de 2016 en Wayback Machine.

- Datos: Q25415070